# ستيوارت بيشوب
ستيوارت بيشوب (بالإنجليزية: Stuart Bishop)‏ هو شخصية أعمال وسياسي أمريكي، ولد في 1 أغسطس 1975 في جينيرت في الولايات المتحدة. حزبياً، نشط في الحزب الجمهوري. وقد انتخب عضو مجلس نواب لويزيانا.